# Plaats van Samenkomst

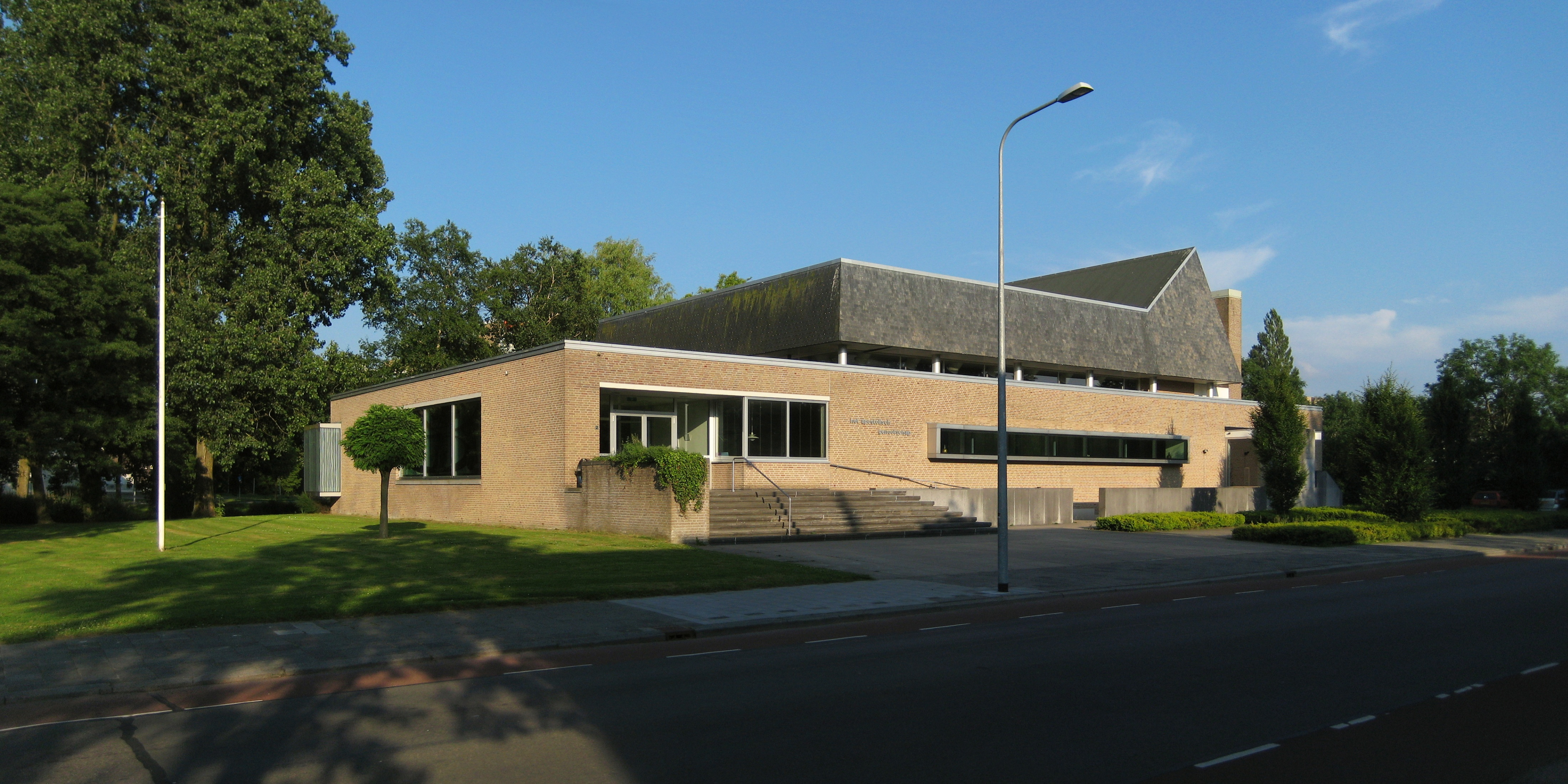
Een plaats van samenkomst te Groningen

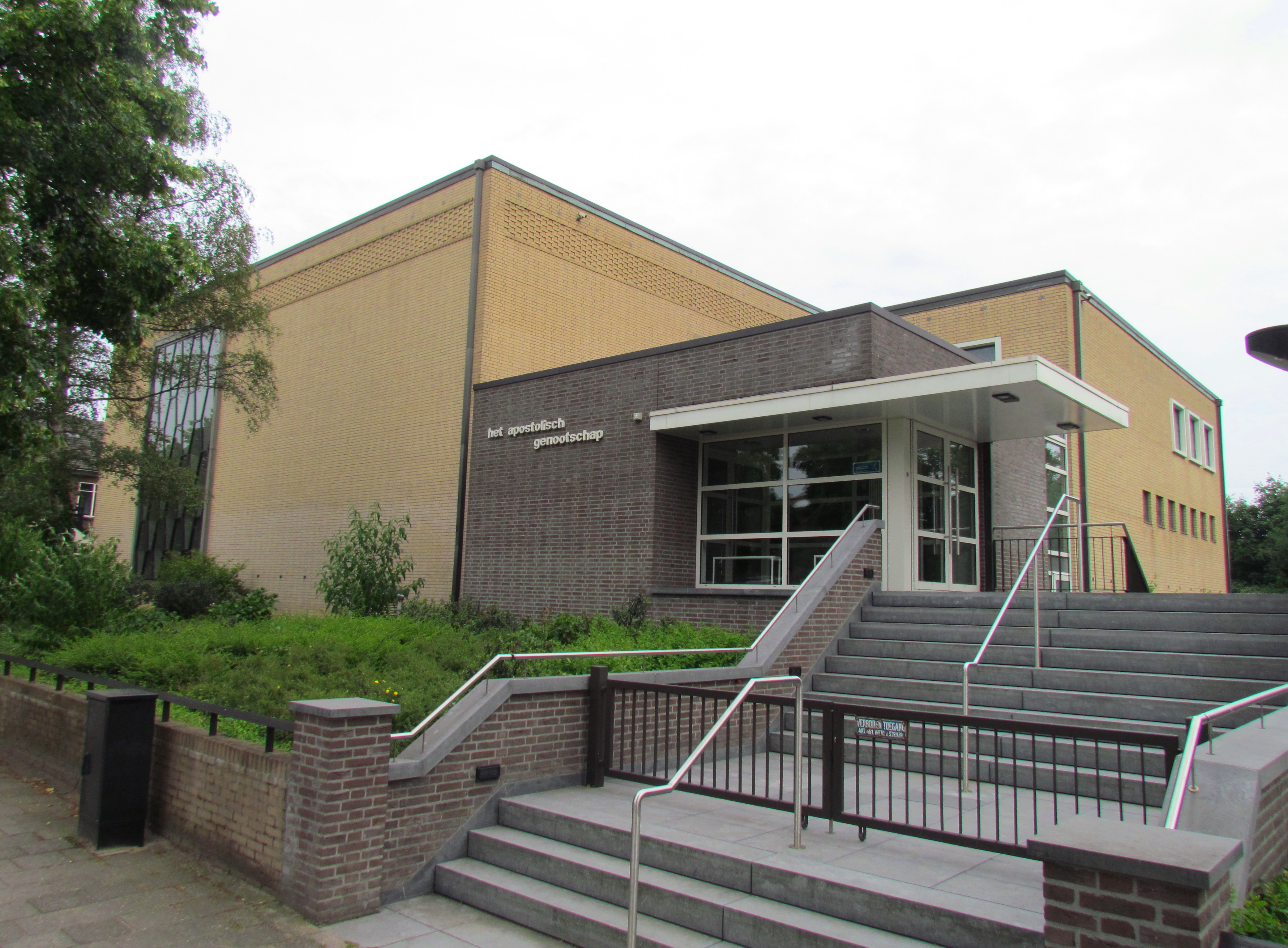
Een plaats van samenkomst te Deventer

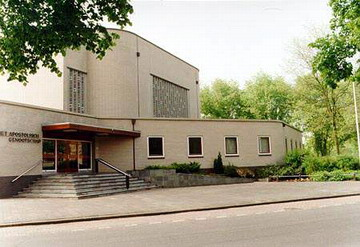
Een Plaats van Samenkomst te Utrecht

Een Plaats van Samenkomst is een gebouw waar leden van Het Apostolisch Genootschap samenkomen en een gemeenschap vormen.
In de Plaats van Samenkomst worden tijdens de eredienst op zondagmorgen voorwaarden gecreëerd, in woord, zang en rituelen, voor verdieping van het religieus bewustzijn en gevoel.
Zij biedt tevens een plaats waar apostolischen bezield en geïnspireerd worden in hun gemeenschappelijke ideaal en voor een zinvolle invulling van het dagelijks leven.
Daarvoor komt een groot deel van de apostolische gemeenschap bijeen.
Velen zoeken er een veilige en gewijde plek, even los van het alledaagse.
Men tracht met elkaar een sfeer te creëren waarin iedereen welkom is en iedereen zich vrij en thuis kan voelen. Los van opleiding, geaardheid en afkomst. Het gaat om de gemeenschappelijk ervaren essentie, die eenieder op eigen wijze vorm geeft.
Er wordt bewust niet gekozen voor de naam kerk, omdat dit verwarring zou scheppen met betrekking tot de opvattingen van het Apostolisch Genootschap.